# Protodejeania pachecoi
Protodejeania pachecoi là một loài ruồi trong họ Tachinidae.